# 54521 Aladdin
54521 Aladdin è un asteroide della fascia principale. Scoperto nel 2000, presenta un'orbita caratterizzata da un semiasse maggiore pari a 3,1913313 au e da un'eccentricità di 0,1338974, inclinata di 14,52136° rispetto all'eclittica.